# ロア
ロア （Loa） またはロワ （Lwa, Lwha） とは、ヴードゥー教に伝わる精霊の総称。一応アフリカ起源の神々を中心とした体系を持つ。
表面上カトリックと自称するヴードゥーにおいて、ロアはいわゆる神Godと区別され、Aftergodと呼称され「守護聖人」で表され現世利益を求めるために崇拝される。

## 概要
ロアあるいはミステールは、ヴードゥー教で言い伝えられる精霊である。ハイチや現ドミニカ共和国、ジャマイカで生活していた先住民の崇拝する、ゼミと呼ばれる精霊、奴隷として連れてこられたアフリカ人の神々、その他で構成されている。
主な奴隷である黒人を管理、支配する白人が奴隷の精霊信仰という「動物性」から救う目的でカトリックへの改宗を強制し、それへ抵抗する黒人は懐柔策として各ロアに守護聖人を充て、その聖人を表す聖画を崇拝するという形で始まっているので、「実は黒人である守護聖人」は現世利益のために祈る対象であるがロアそのものは拝まれない。
基本的に、ロアはフォン人が崇拝していた神々であるが、サンテリアで崇拝される、ヨルバ人のオリシャと呼ばれる神々のシャンゴ、オグン、エレグアなども入る。ただシャンゴは「ソボ」 (Sobo) 、エレグアは「レグバ」と呼ばれる。彼らは、アフリカへの憧憬によってつくられた海底の国ギネン（ギニアの訛り）と現世を繋ぐと言われる。
檀原照和によれば、女性のロアであるママン・ブリジット (Maman Brigitte) は、17世紀にハイチなどへ奴隷として来たスコットランド人が伝えたケルト神話の女神が起源だという。他、フランス語を操る女性のロアであるマドモワゼル・シャルロット (Mademoiselle Charlotte) 、キリスト教の影響により発生し一応ペトロ系に属するジャブ、ケルト系を起源とするらしい3本角の牛ボス、起源は白人の信仰体系から出た可能性が高いラダ系に属するディンクリンシン (Dinclinsin) など非アフリカ系のロアが存在する。さらに立野淳也によれば、ロアの力を表す石という信仰は、先住民アラワク族のものである可能性がある。

## ロアの種類
ロアはナシオンと呼ばれる、黒人の出身地の部族ごとの崇拝対象を基準にしたグループに属する。もっとも有名なナシオンであるラダ、ペトロの他、コンゴ、ナゴ、イボ、シニキ、ワルゴンなどの小さなものがある。後に小さなワルゴン・ロア、シニキ・ロアなどはラダ・ロアに吸収され、ナゴに属していたオグンがラダへ編入されるなどとなった。更に、信徒は「善なるもので力の弱い」ラダ・ロアと「恐ろしくて邪悪だが治療もできる」ペトロ・ロアを並行して崇拝する。
立野淳也は、元々ダホメーなどアフリカの信仰体系の中にマウ・リサやオロルンと言った、現世にはかかわりを持たない最高神がおり、ヴードゥーでもボン・デューと呼ばれる最高神が設定されるため、信徒が「ヤハウェ」信仰を受容しやすくした可能性を示唆している。ただ、「人が仕えロアもまた人に仕える」混淆宗教とは言いながら一神教と一応の多神教であるヴードゥーは全く異なるもので、その異教性はクリスチャンの忌避するところであった。
ロアは一応400柱以上居るとされる。ただ詳細は知られない上に複数のペルソナを持つ者も多く、さらにナシオン両方に跨った「同じ神格」がいるためすべてを網羅することは不可能である。例えばマドモワゼル・シャルロットや、主にペトロ群の1とされるが一応ラダ群にも属するボスは、単一の神格が両方のナシオンにいるとされるが、エジリ (Erzulie) 、愛欲を司るロアは、メトレス・エジリと呼ばれる、黒い肌で富と不和を齎す同じ神格で別のロアとされる者と共にラダ群に属するものの、ペトロに属し大きな獣を犠牲にするペトロ群のロアの如く黒いブタを贄にするＥ・ダントー (Ezili Dantor) と呼ばれる、嫉妬深く復讐と不和を司りレズビアンのパトロンでもある神格や、ペトロ群のロアが名に付けるZe Rouge（赤い目）を冠したE・ゼ・ルージュが同じエジリとされる或いは、コンゴ起源で隻足、洗礼者ヨハネで表されるティ・ジャンにも、ティ・ジャン・ペトロ (de:Ti-Jean-Petro) と呼ばれるペトロ群のロアが存在する。

### ラダ
ラダ （Rada） またはラーダ （Radha） とは、慈悲深く、人々に恩恵をもたらす精霊。
ナシオンの中で最も大きく、ハイチの南部ではヴードゥーの別名として流通している。またラダ系と同根という可能性がある信仰として、キューバで発生した信仰の1つレグラ・デ・アララが挙げられる。呼称はベナンのアラダ（Allada）由来であるらしい。彼らはのんびりしていて力が弱い。
蛇の形をし水の世界を支配するダンバラー・ウェド (Damballa) 、
ラダの母とされ、蛇の形をし虹や雨を司り、マウ・リサとも関連するアイダ・ウェド (Ayida-Weddo) 、
ディンクリンシンの他、
鍛冶屋にして軍神オグン、
海を司るアグウェ  (Agwé) 
ラダ群の中で上位に位置する女性のロアでティギニン（ヴードゥーの信徒）のイニシエーションを担当するロコの配偶者アイザン (Ayizan) 、等が入る。

### ペトロ
ペトロ （Petro） またはペテロ （Pethro, Petwo） とは、火のように攻撃的で、人々に祟る精霊。ハイチで発生したロアである。また奴隷としては古参のコンゴ系起源の神々が入る。気性の激しい者が多いが癒しも司る。儀礼には豚などの大型獣が盛んに屠畜され、火が焚かれる。「エジリ・ジェ・ルージュ」のように「赤い目」を指すGe・rouge或いはZe・rougeという語句が名前につくことが多い。3本角の牛ボス、キリスト教の悪魔の影響でできたジャブ、ルシファー、コンゴ起源と言われるシンビ (Simbi) 、梟の形をし、「左手の技」と呼ばれる邪悪な術を行うボコールを司るマリネット (Marinette) 等が入る。

### ゲーデ
上記の二つに属さないロア。バロン・ラ・クロワとママン・ブリジットの子とされ、バロン・サメディと関連する。ただ立野によればペトロ群に属し「死を司るロアの総称」。

## 注
1. ↑  立野淳也 2001, p. 18.
2. 1 2 3  檀原照和 2006, p. 53.
3. ↑  立野淳也 2001, p. 136.
4. ↑  檀原照和 2006, p. 40.
5. ↑  檀原照和 2006, p. 90. また同書p. 40によれば、シニキはセネガル系、ワルゴンはアンゴラ系という
6. ↑  立野淳也 2001, p. 124.
7. 1 2  檀原照和 2006, p. 47.
8. ↑  立野淳也 2001, p. 126.
9. ↑  立野淳也 2001, p. 123.
10. ↑  立野淳也 2001, p. 128.
11. ↑  檀原照和 2006, p. 46. なお同書p. 44によれば、諸書で「エルズリー」と書かれるErzulieは21世紀にはヴードゥーの信徒によって「エジリ」と発音されるという
12. ↑  檀原照和 2006, p. 46.
13. 1 2  立野淳也 2001, p. 140.
14. ↑  檀原照和 2006, p. 43.
15. ↑  立野淳也 2001, p. 130.
16. ↑  立野淳也 2001, p. 134.
17. ↑  立野淳也 2001, p. 135.
18. ↑  立野淳也 2001, p. 137.
19. ↑  檀原照和 2006, p. 51.
20. ↑  立野淳也 2001, p. 139.
21. ↑  立野淳也 2001, p. 138.